# セックスシンボルの一覧

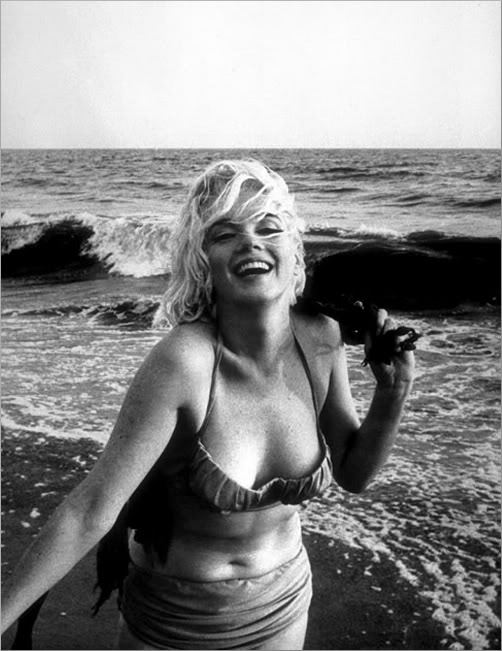
BBCによると、「マリリン・モンローは恐らくハリウッドの最も永続的なセックスシンボル」とされている

セックスシンボルの一覧（セックスシンボルのいちらん）では、主なセックスシンボルの一覧を示す。セックスシンボルは、一般的には俳優、ミュージシャン、スーパーモデル、ティーン・アイドル、アスリート、政治家のいずれかの有名人であり、性的魅力のある人物と広く認知されている。この用語は、マリリン・モンロー、ブリジット・バルドー、ラクエル・ウェルチなどの映画スターの人気に関連して、1950年代半ばに初めて使用された。

## 1920年代とそれ以前
- メアリー・アスター[3]
- ジョセフィン・ベーカー[4]
- セダ・バラ[3][5]
- フェルナンド・バレエ[6]
- サラ・ベルナール[7]
- クララ・ボウ[3][8][9]
- ルイーズ・ブルックス[3][6][10]
- ジョージ・ゴードン・バイロン[11]
- リナ・カヴァリエリ（英語版）[6][12]
- ジョーン・クロフォード[9]
- マレーネ・ディートリヒ[3][9][13]
- イサドラ・ダンカン[14]
- グレタ・ガルボ[3][13]
- マタ・ハリ[6][15]
- 早川雪洲[16]
- ヴェラ・ホロドナヤ（英語版）[6]
- フランツ・リスト[17][18]
- クレオ・ド・メロード[6][19]
- アラ・ナジモヴァ[20]
- ラモン・ノヴァロ[3][21]
- メアリー・ロビンソン[22]
- リリアン・ラッセル（英語版）[23]
- ノーマ・タルマッジ[3]
- ルドルフ・ヴァレンティノ[3][24][25]

## 1930年代
- ジョーン・ブロンデル[3]
- ハンフリー・ボガート[26]
- シャルル・ボワイエ[27]
- ゲイリー・クーパー[25][26]
- ビング・クロスビー[27]
- ベティ・デイヴィス[26]
- オリヴィア・デ・ハヴィランド[3]
- ドロレス・デル・リオ[9]
- エロール・フリン[3][25][27][28]
- クラーク・ゲーブル[3][25][27][26]
- ジーン・ハーロウ[3][9][29]
- ヴィヴィアン・リー[26]
- ベラ・ルゴシ[30]
- ジョエル・マクリー[31]
- アンナ・ニーグル[32]
- ローレンス・オリヴィエ[33]
- ウィリアム・パウエル[3]
- タイロン・パワー[3][34]
- ロバート・テイラー[27]
- メイ・ウエスト[3][9][26]
- ジョッシュ・ホワイト（英語版）[35]
- アンナ・メイ・ウォン[36]
- フェイ・レイ[3]

## 1940年代
- イングリッド・バーグマン[37]
- カーク・ダグラス[38]
- ビリー・エクスタイン[39]
- エヴァ・ガードナー[9][40]
- ジュディ・ガーランド[3]
- ポーレット・ゴダード[41]
- ベティ・グレイブル[3][9][42]
- ケーリー・グラント[25][26][27]
- リタ・ヘイワース[3][9][43]
- レナ・ホーン[44]
- グリニス・ジョンズ[37]
- ジーン・ケリー[45]
- ヴェロニカ・レイク[3][46]
- ヘディ・ラマー[47]
- ドロシー・ラムーア[48]
- バート・ランカスター[49]
- ジプシー・ローズ・リー[50]
- マーガレット・ロックウッド[37]
- マリリン・マクスウェル（英語版）[51]
- カルメン・ミランダ[52]
- グレゴリー・ペック[53]
- エツィオ・ピンツァ[54]
- ポルフィリオ・ルビロサ[55]
- ジェーン・ラッセル[9][56]
- フランク・シナトラ[25][57]
- ジーン・ティアニー[58]
- ラナ・ターナー[29]
- アリダ・ヴァリ[3]
- エスター・ウィリアムズ[59]

## 1950年代
- チェロ・アロンゾ（英語版）[60]
- ローレン・バコール[9]
- ルシル・ボール[61]
- ハリー・ベラフォンテ[39]
- マーロン・ブランド[3][62]
- ジム・ブラウン[63]
- ユル・ブリンナー[64]
- リチャード・バートン[65]
- マルティーヌ・キャロル[66]
- レスリー・キャロン[3]
- モンゴメリー・クリフト[3][67]
- ジョーン・コリンズ[68]
- ドロシー・ダンドリッジ[39]
- イヴォンヌ・デ・カーロ[69]
- ジェームズ・ディーン[3][25][70]
- ダイアナ・ドース[71]
- エヴァ・ガードナー[72]
- スチュワート・グレンジャー[34]
- リチャード・グリーン[34]
- ロック・ハドソン[3][25]
- タブ・ハンター[73]
- グレース・ケリー[74]
- デボラ・カー[37]
- パイパー・ローリー[75]
- クリストファー・リー[76]
- ジーナ・ロロブリジーダ[3][77]
- ソフィア・ローレン[3][9][78]
- シルヴァーナ・マンガーノ[79]
- ジェーン・マンスフィールド[9][70]
- パトリシア・メディナ[37]
- マリリン・モンロー[3][9]
- リッキー・ネルソン[80]
- ジュリー・ニューマー[81]
- キム・ノヴァク[82]
- ベティ・ペイジ[83]
- ミリュエル・パヴロウ（英語版）[37]
- エルヴィス・プレスリー[3][25][78]
- クリフ・リチャード[84]
- ジャネット・スコット（英語版）[37]
- エリザベス・テイラー[9][85]
- マミー・ヴァン・ドーレン[3][86]

## 1960年代
- ウルスラ・アンドレス[9][87]
- アン＝マーグレット[9][88]
- キャロル・ベイカー[89]
- ブリジッド・バルドー[3][9]
- ウォーレン・ベイティ[90]
- オナー・ブラックマン[91]
- クラウディア・カルディナーレ[92]
- ベロニカ・カールソン（英語版）[93]
- エリック・クラプトン[94]
- レナード・コーエン[95]
- ショーン・コネリー[96][25]
- イヴォンヌ・クレイグ[97]
- アラン・ドロン[26]
- カトリーヌ・ドヌーヴ[9][98]
- アンジー・ディキンソン[99]
- ボブ・ディラン[100]
- クリント・イーストウッド[101]
- シャーリー・イートン[102]
- バーバラ・イーデン[103]
- アニタ・エクバーグ[9][104]
- ブリット・エクランド[105]
- ローラ・ファラーナ（英語版）[39]
- バーバラ・フェルドン[106]
- ジェーン・フォンダ[3][9][107]
- ピーター・フォンダ[108]
- ジョナサン・フリッド[109]
- ジャンニ・ガルコ（英語版）[110]
- マーヴィン・ゲイ[39]
- ジュリアーノ・ジェンマ[111]
- ロバート・グーレ[112]
- チェ・ゲバラ[113]
- ゴールディ・ホーン[114][115]
- ジミ・ヘンドリックス[70]
- オードリー・ヘプバーン[3]
- テレンス・ヒル[110]
- ダスティン・ホフマン[116]
- エンゲルベルト・フンパーディンク[117]
- ミック・ジャガー[70]
- トム・ジョーンズ[118]
- ジャニス・ジョプリン[119]
- アンナ・カリーナ[9]
- ジョン・F・ケネディ[78]
- アーサー・キット[120]
- ナンシー・コバック（英語版）[121]
- ミシェル・リー[122]
- ジャネット・リー[123]
- ジョン・レノン[70]
- ニコレッタ・マキアヴェッリ（英語版）[124]
- マルチェロ・マストロヤンニ[125]
- ミーナ・マッツィーニ[126]
- ポール・マッカートニー[70]
- スティーブ・マックイーン[127][128]
- マリーザ・メル（英語版）[129]
- ミシェル・メルシェ[130]
- ソレダッド・ミランダ（英語版）[131]
- ヘレン・ミレン[132]
- エリザベス・モンゴメリー[133]
- ロジャー・ムーア[3]
- ジャンヌ・モロー[134]
- ジム・モリソン[78]
- ジョー・ネイマス[135]
- フランコ・ネロ[136]
- ポール・ニューマン[3][25]
- レナード・ニモイ[137]
- ルチアナ・パルッツィ[138]
- イングリッド・ピット（英語版）[139]
- シャーロット・ランプリング[114][140][141]
- ドリー・リード[142]
- ロバート・レッドフォード[3][25][26]
- ダイアナ・リグ[143]
- ダイアナ・ロス[114][144]
- ギュンター・ザックス（英語版）[145][146]
- イザベル・サルリ[147]
- トゥラ・サターナ[148]
- テリー・サバラス[64]
- オマル・シャリーフ[149]
- ウィリアム・シャトナー[150]
- イーディ・セジウィック[3]
- ナンシー・シナトラ [151]
- グレイス・スリック[152]
- ステラ・スティーヴンス[153]

- パメラ・ティフィン（英語版）[154]
- ティナ・ターナー[155]
- ツイッギー[3]
- モニカ・ヴィッティ[9]
- アリキ・ヴギウクラキ（英語版）[156]
- ラクエル・ウェルチ[9]
- バーバラ・ウィンザー[157]

## 1970年代
- グラシエラ・アルファノ（英語版）[158]
- ウディ・アレン[159]
- グレッグ・オールマン[160]
- ロニ・アンダーソン[3]
- ラウラ・アントネッリ[161]
- キャサリン・バック[114][162]
- キャンディス・バーゲン[114]
- ジェーン・バーキン[163]
- ジャクリーン・ビセット[9][164]
- バーバラ・ブーシェ[165][166]
- デヴィッド・ボウイ[167]
- ジャクソン・ブラウン[168]
- ダイアン・キャノン[169]
- リンダ・カーター[114][170]
- モリア・カーサン（英語版）[171]
- デヴィッド・キャシディ[25][127]
- シェール[172]
- ジェフ・コナウェイ[173]
- ジョー・ダレッサンドロ[174]
- リンダ・デイ・ジョージ[103]
- ボー・デレク[3][9][175]
- ニール・ダイアモンド[176]
- アンジー・ディキンソン[177]
- ミッキー・ドレンツ[178]
- パトリック・ダフィ[179]
- フェイ・ダナウェイ[114][180]
- サム・エリオット[127]
- ファラ・フォーセット[3][9][114][181]
- エドウィジュ・フェネシュ[165][166]
- ラウラ・ジェムサー（英語版）[182]
- アンディ・ギブ[183]
- リンダ・グレイ[103]
- パム・グリア[9][114]
- グロリア・グイダ（英語版）[161]
- マーク・ハミル[52]
- デボラ・ハリー[184]
- ローレン・ハットン[185]
- フリオ・イグレシアス[186]
- マレン・ジェンセン（英語版）[187]
- レイニー・カザン[188]
- ジェーン・ケネディ（英語版）[39]
- イムラン・カーン[189][190]
- クリス・クリストファーソン[127]
- マイケル・ランドン[191]
- ブルース・リー[192]
- ペギー・リプトン[193]
- リンダ・ラヴレース[194]
- アリ・マッグロー[114]
- リー・メジャース[127]
- フレディ・マーキュリー[195]
- ライザ・ミネリ[196]
- ヘレン・ミレン[132][9][197]
- ジョニ・ミッチェル[168]
- オルネラ・ムーティ[198]
- ロザルバ・ネリ（英語版）[199]
- ウェイン・ニュートン[200]
- オリビア・ニュートン＝ジョン[3]
- ジャック・ニコルソン[201]
- スティーヴィー・ニックス[202]
- ライアン・オニール[127][203]
- ドリー・パートン[204]
- ルチアーノ・パヴァロッティ[205]
- ヴァレリー・ペリン[206]
- ロバート・プラント[207]
- イギー・ポップ[208]
- ヴィクトリア・プリンシパル[103]
- ルー・リード[209]
- バート・レイノルズ[3][25][26][127]
- リンダ・ロンシュタット[210]
- リチャード・ラウンドトゥリー[3][211]
- デイヴィッド・リー・ロス[212]
- スーザン・サランドン[114]
- ジェシカ・サヴィッチ（英語版）[213]
- マリア・シュナイダー[214]
- ハンナ・シグラ[215]
- ジェーン・シーモア[216]
- シビル・シェパード[185]
- カーリー・サイモン[217]
- ジャクリーン・スミス[185]
- パティ・スミス[218]
- スザンヌ・ソマーズ（英語版）[3]
- シルヴェスター・スタローン[219]
- ポール・スタンレー[220]
- バーン・ナデット・スタニス（英語版）[221]
- ロジャー・ストーバック[135]
- ロッド・スチュワート[222]
- サリー・ストラザース[223]
- シェリル・ティーグス（英語版）[185]
- ジョン・トラボルタ[3][78][127]
- スティーヴン・タイラー[224]
- ジョン・ヴォイト[127]
- バリー・ホワイト[225]
- アン・ウィルソン[226]
- ナンシー・ウィルソン[226]
- ヘンリー・ウィンクラー[227]

## 1980年代
- ケヴィン・ベーコン[3]
- スコット・バイオ（英語版）[228]
- エイドリアン・バーボー[3]
- キム・ベイシンガー[9][229]
- ジェニファー・ビールス[3]
- リサ・ボネット[230]
- ジョン・ボン・ジョヴィ[231]
- ボノ[232]
- クラウス・マリア・ブランダウアー[233]
- クリスティ・ブリンクリー[234]
- クライヴ・バー[235]
- マイケル・ケイン[236]
- フィービー・ケイツ[237]
- トム・クルーズ[238]
- ジェイミー・リー・カーティス[239]
- シビル・ダニング[240]
- レベッカ・デモーネイ[237]
- ジェラール・ドパルデュー[78]
- マイケル・ダグラス[241]
- ジョー・エリオット[242]
- リンダ・エヴァンジェリスタ[243]
- モーガン・フェアチャイルド[237]
- シェリリン・フェン[244]
- キャリー・フィッシャー[245]
- ハリソン・フォード[3][25][26]
- リタ・フォード[246]
- ジョン・フォーサイス[247]
- マイケル・J・フォックス[248]
- リチャード・ギア[3][78][96]
- メル・ギブソン[249]
- ジェフ・ゴールドブラム[250]
- リチャード・グリエコ[251]
- メラニー・グリフィス[9]
- ダリル・ハンナ[9][252]
- マーク・ハーモン[3]
- ホイットニー・ヒューストン[234]
- マイケル・ハッチェンス[78]
- マイケル・ジャクソン[253][254]
- ドン・ジョンソン[3]
- グレース・ジョーンズ[255]
- マイケル・キートン[256]
- ジョン・F・ケネディ・ジュニア[249]
- ナスターシャ・キンスキー[257]
- ロレンツォ・ラマス[258]
- ケリー・ルブロック[259]
- ヘザー・ロックリア[260]
- ロブ・ロウ[261]
- マドンナ[262]
- モリッシー[263]
- エル・マクファーソン[264]
- ジョージ・マイケル[265]
- ブレット・マイケルズ[266]
- ドナ・ミルズ（英語版）[267]
- エディ・マーフィ[268]
- デイヴ・ムステイン[269]
- ヴィンス・ニール[270]
- ジャド・ネルソン[271]
- ブリジット・ニールセン[272]
- ミシェル・ファイファー[9][237]
- リヴァー・フェニックス[273]
- プリンス[274]
- クリストファー・リーヴ[26]
- アラン・リックマン[275]
- モリー・リングウォルド[276]
- タニア・ロバーツ[277]
- アクセル・ローズ[278]
- イザベラ・ロッセリーニ[237]
- ミッキー・ローク[279]
- ルイ・ルーカイザー（英語版）[280]
- メグ・ライアン[281]
- ジャック・スカリア[282]
- トム・セレック[3][283]
- ニコレット・シェリダン[284]
- ブルック・シールズ[9][78]
- シルク・スミター（英語版）[285]
- ブルース・スプリングスティーン[232]
- ジョン・ステイモス[286]
- スティング[231]
- メリル・ストリープ [287]
- パトリック・スウェイジ[25][26]
- ヘザー・トーマス（英語版）[288]
- キャスリーン・ターナー[289]
- シャノン・トゥイード[290]
- ルーサー・ヴァンドロス[291]
- ヴァニティ（英語版）[292]
- ビリー・ディー・ウィリアムズ[3][25]
- ヴァネッサ・ウィリアムス[237]
- ブルース・ウィリス[25]

## 1990年代
- アリーヤ[293]
- ベン・アフレック[294]
- クリスタ・アレン（英語版）[295][296]
- ジリアン・アンダーソン[297]
- パメラ・アンダーソン[3][298]
- ジェニファー・アニストン[299]
- クリスティナ・アップルゲイト[300][301]
- セバスチャン・バック[302]
- アントニオ・バンデラス[303]
- ドリュー・バリモア[304][305][306]
- アンジェラ・バセット[307]
- ハル・ベリー[9][308]
- ノトーリアス・B.I.G.[309][310]
- ヤスミン・ブリーズ（英語版）[311]
- トニー・ブラクストン[312]
- ピアース・ブロスナン[96]
- ジェフ・バックリィ[313]
- ナオミ・キャンベル[314][315]
- ネーヴ・キャンベル[316]
- マライア・キャリー[317]
- カリスマ・カーペンター[318]
- ニック・カーター[319]
- キム・キャトラル[320]
- モリス・チェストナット[321]
- ジョージ・クルーニー[3][25]
- カート・コバーン[322]
- ジェニファー・コネリー[323][324]
- ケビン・コスナー[325]
- クリスティナ・コックス（英語版）[326]
- コートニー・コックス[327]
- シンディ・クロフォード[328]
- シェリル・クロウ[329][330]
- マット・デイモン[331]
- ダニエル・デイ＝ルイス[332]
- ジョニー・デップ[3][25][333]
- キャメロン・ディアス[9][78]
- レオナルド・ディカプリオ[3][334]
- キャスパー・ヴァン・ディーン[335]
- シャナン・ドハーティー[336]
- ロバート・ダウニー・Jr[333][337]
- エリザ・ドゥシュク[338]
- ニコール・エッガート（英語版）[339]
- エリカ・エレニアック [340]
- シャノン・エリザベス[341][342]
- コリン・ファース[78]
- ダニエル・フィシェル（英語版）[343]
- キャリスタ・フロックハート[3]
- ジェイミー・フォックス[344]
- サラ・ミシェル・ゲラー[345][346]
- ジーナ・ガーション[9]
- ヤスミン・ゴーリ[347]
- ヘザー・グラハム[348][349]
- ジャスミン・ガイ（英語版）[350]
- テリー・ハッチャー[351][352]
- サルマ・ハエック[9]
- ナターシャ・ヘンストリッジ[353]
- ジェニファー・ラブ・ヒューイット[354][355]
- フェイス・ヒル[356]
- エリザベス・ハーレイ[357]
- ジャネット・ジャクソン[358]
- デレク・ジーター[359]
- エイミー・ジョー・ジョンソン（英語版）[360]
- ニコール・キッドマン[361]
- ヴァル・キルマー[362]
- レニー・クラヴィッツ[363]
- ハイディ・クルム[364]
- ファビオ・ランツォーニ（英語版）[365][366]
- アリ・ラーター[367]
- ルーシー・ローレス[368]
- マット・ルブランク[369]
- ジャレッド・レト[370]
- ニア・ロング[371]
- リッキー・マーティン[372]
- ジェニー・マッカーシー[3][373][374]
- マシュー・マコノヒー[375]
- ローズ・マッゴーワン[9][376]
- ユアン・マクレガー[125]
- クリストファー・メローニ[377]
- アリッサ・ミラノ[378][379][380]
- デミ・ムーア[9]
- ケイト・モス[3]
- リーアム・ニーソン[96]
- ルーク・ペリー[381]
- リズ・フェア[382]
- ジェイダ・ピンケット＝スミス[383]
- ブラッド・ピット[3][25][384]
- キム・ポリーズ（英語版）[385]
- ケイティ・プライス（英語版）[386][387]
- ジェイソン・プリーストリー[381]
- フレディ・プリンゼ・ジュニア[388]
- ナタリー・ポートマン[389]
- デニス・クエイド[96]
- キアヌ・リーブス[390]
- トレント・レズナー[391]
- クリスティーナ・リッチ[392]
- デニス・リチャーズ[393]
- ジュリア・ロバーツ[394]
- ウィノナ・ライダー [395]
- レネ・ルッソ[396][397]
- アントニオ・サバト・ジュニア（英語版）[398]
- レナ・メロ[399][400]
- マーカス・シェンケンバーグ[401]
- 2パック[402]
- アリシア・シルヴァーストーン[403]
- ケリー・スレーター[404]
- アンナ・ニコル・スミス[3]
- ウィル・スミス[405]
- グウェン・ステファニー[406]
- ベン・スティラー[407]
- シャロン・ストーン[9][408]
- ライダー・ストロング[409]
- クリスティ・スワンソン[410]
- デヴァンテ・スウィング（英語版）[411]
- ラレンズ・テイト[412]
- ティファニー・ティーセン[413]
- ユマ・サーマン[78]
- ジェニファー・ティリー[414]
- シャナイア・トゥエイン[415]
- リヴ・タイラー[416]
- オム・ジョンファ[417]
- アッシャー[418]
- ゴラン・ヴィシュニック[419]
- マーク・ウォールバーグ[420]
- デンゼル・ワシントン[3][25][96]
- ルシンダ・ウィリアムス[421]
- ケイト・ウィンスレット[422]
- カリ・ウーラー[423][424]
- キャサリン・ゼタ＝ジョーンズ[425]

## 2000年代
- ジェンセン・アクレス[426]
- ステファニー・アダムズ（英語版）[427]
- クリスティーナ・アギレラ[428][429][430]
- マリン・アッカーマン[431]
- ジェシカ・アルバ[432]
- クリスチャン・ベール[433]
- エリザベス・バンクス[434]
- ビパシャ・バスー[435]
- デビッド・ベッカム[78][333]
- ケイト・ベッキンセイル[436]
- モニカ・ベルッチ[9][437]
- ビヨンセ[438]
- ジェシカ・ビール[439]
- オーランド・ブルーム[440]
- トム・ブレイディ[441]
- ジョーダナ・ブリュースター[442]
- アダム・ブロディ[443]
- ケリー・ブルック[444]
- マイケル・ブーブレ[445]
- ブルック・バーク（英語版）[446]
- キャリー・バイロン[447]
- ニック・キャノン[333]
- ジョン・チョー[333]
- ヘイデン・クリステンセン[448]
- シェリル・コール[449]
- アン・コールター[450]
- ダニエル・クレイグ[451]
- ラッセル・クロウ[452]
- ペネロペ・クルス[9]
- ケイリー・クオコ[453]
- エリシャ・カスバート[454]
- ディアンジェロ[455][456]
- クリス・ドートリー[333]
- ジャーダ・デ・ラウレンティス[457]
- パトリック・デンプシー[458]
- ジャーダ・デ・ラウレンティス[459]
- テイ・ディグス[25]
- ヒラリー・ダフ[460]
- ジョシュ・デュアメル[461][462]
- キルスティン・ダンスト[463]
- エリカ・デュランス[464]
- エッグ[465]
- ザック・エフロン[466]
- カルメン・エレクトラ[467][468]
- エミネム[469]
- アンナ・ファリス[470][471]
- ファーギー[472][473]
- ミーガン・フォックス[9][474]
- ジェームズ・フランコ[475]
- ネリー・ファータド[476]
- レディー・ガガ[477]
- ジェームズ・ガンドルフィーニ[478]
- デヴィッド・ギャンディ[479]
- フィリップ・グレニスター（英語版）[480]
- ジョゼフ・ゴードン＝レヴィット[481]
- エヴァ・グリーン[482]
- キャシー・グリフィン[483]
- デイヴ・グロール[484]
- ジェイク・ジレンホール[333]
- ジョン・ハム[485]
- アリソン・ハニガン[486][487]
- アン・ハサウェイ[488][489]
- アンソニー・スチュワート・ヘッド[490]
- キャサリン・ハイグル[491]
- トリシア・エルファー[492]
- ジョシュ・ホロウェイ[493]
- ヴァネッサ・ハジェンズ[494]
- アナ・イバノビッチ[495]
- ヒュー・ジャックマン[496]
- サミュエル・L・ジャクソン
- クリス・ジェリコ[497]
- スカーレット・ヨハンソン[9][489][498][499]
- アンジェリーナ・ジョリー[9][500]
- ミラ・ジョヴォヴィッチ[501]
- キーラ・ナイトレイ[3][502]
- アンナ・クルニコワ[503][504]
- クリスティン・クルック[505]
- アクシャイ・クマール[506]
- 栗山千明[507]
- ジュンパ・ラヒリ[508]
- アダム・ランバート[333]
- ダイアン・レイン[509]
- サナ・レイサン[510]
- ヒュー・ローリー[511]
- テイラー・ロートナー[25]
- イ・ヒョリ[417]
- ジョン・レジェンド[333]
- エヴァンジェリン・リリー[512]
- アドリアナ・リマ[513]
- リタ[514]
- ルーシー・リュー[9]
- クリスタナ・ローケン[515]
- リンジー・ローハン[516]
- エヴァ・ロンゴリア[517]
- ジェニファー・ロペス[518]
- アンジェリーナ・ラブ（英語版）[519]
- ジェシカ・ルーカス（英語版）[520]
- M.I.A.[508]
- レイチェル・マドー[521]
- アリソン・モスハート（英語版）[522]
- アリソン・マック[523]
- ジル・マリーニ（英語版）[333]
- ジェームズ・メイ[524]
- レイチェル・マクアダムス[525]
- ジェームズ・マカヴォイ[526][527][528]
- ジェシー・マッカートニー[529]
- キャサリン・マクフィー[530]
- エヴァ・メンデス[9][531][532]
- マリサ・ミラー[533]
- シエナ・ミラー[534]
- ウェントワース・ミラー[535]
- カイリー・ミノーグ[536][537]
- ローナ・ミトラ[538]
- ジュリアン・ムーア[539]
- マンディ・ムーア[540][541]
- ナヤンターラ[542]
- ジェリー・オコンネル[333]
- クライヴ・オーウェン[543]
- ジャレッド・パダレッキ[544]
- ヘイデン・パネッティーア[545][546]
- アンナ・パキン[547]
- メアリー＝ルイーズ・パーカー[548]
- ロバート・パティンソン[25][333]
- ケイティ・ペリー[549]
- レジス・フィルビン[550]
- ホアキン・フェニックス[551]
- P!NK[552]
- ヴィクトリア・プラット（英語版）[553]
- ローラ・プレポン[554]
- ダニエル・ラドクリフ[555]
- アイシュワリヤー・ラーイ・バッチャン[9][78]
- タラ・リード[556]
- アンドレ・リュウ[557]
- リアーナ[558]
- ミシェル・ロドリゲス[559]
- エミー・ロッサム[560]
- パウリナ・ルビオ[561][562]
- ケイティー・サッコフ[563]
- ルシアナ・サラサル（英語版）[564][565][566]
- シュリヤ・サラン[542]
- シャキーラ[567][568]
- マリア・シャラポア[503][569][570]
- ジェイク・シアーズ[571]
- マリカ・シェラワット[572][573]
- ジェシカ・シンプソン[574]
- ブリトニー・スピアーズ[3][575]
- ジェシカ・スタム[576]
- クリステン・スチュワート[489][577]
- トリッシュ・ストラタス[578]
- ミーナ・スヴァーリ[579]
- デイヴィッド・テナント[580]
- シャーリーズ・セロン[9]
- ジャスティン・ティンバーレイク[78]
- マリサ・トメイ[581]
- ミシェル・トラクテンバーグ[582]
- ユーリヤ・ティモシェンコ[583]

- ガブリエル・ユニオン[383]
- ヴィレ・ヴァロ[584]
- ソフィア・ベルガラ[585]
- ヴィクラム[586]
- ヴィジャイ[586]
- ディタ・フォン・ティース[587][588]
- ポール・ウォーカー[589]
- エステラ・ウォーレン[590]
- エマ・ワトソン[489][591]
- レイチェル・ワイズ[592]
- オリヴィア・ワイルド[593]
- トリー・ウィルソン[594]
- リース・ウィザースプーン[595]

## 2010年代
- ファラ・エイブラハム[596]
- ジョン・エイブラハム[597]
- リズ・アーメッド[598]
- ディーン・アンブローズ[599]
- スティーヴン・アメル[600]
- アナスタシア・アシュリー（英語版）[601]
- クリスティン・ベル[602]
- レイク・ベル[603][604][605]
- ジャスティン・ビーバー[606]
- アラナ・ブランチャード[607]
- マット・ボマー[608][609]
- ウージニー・ブシャール[610]
- アリソン・ブリー[611][612]
- ルーク・ブライアン[613]
- アレッシア・カーラ（英語版）[614][615]
- マグヌス・カールセン[616]
- ヘンリー・カヴィル[617][618]
- アリアニー・セレステ（英語版）[619][620]
- アマンダ・サーニー（英語版）[621]
- ジェシカ・チャステイン[622]
- プリヤンカー・チョープラー[623]
- Dominika Cibulkova[624][625][626]
- エミリア・クラーク[627]
- キム・クルーティエ（英語版）[628]
- ローレン・コーハン[629]
- ミーシャ・コリンズ[630]
- ブラッドリー・クーパー[333][631]
- ベネディクト・カンバーバッチ[632]
- ステフィン・カリー[633]
- マイリー・サイラス[634]
- アレクサンドラ・ダダリオ[635]
- トーマス・デーリー[636]
- ロザリオ・ドーソン[637]
- フェリシア・デイ[638]
- ラナ・デル・レイ[639]
- カット・デニングス[640]
- ズーイー・デシャネル[641]
- グリゴール・ディミトロフ[642]
- ニーナ・ドブレフ[445]
- ドレイク[643]
- アダム・ドライバー[644]
- スコット・イーストウッド[645]
- イドリス・エルバ[646]
- クリス・エヴァンス[647]
- ルーク・エヴァンズ[648]
- マイケル・ファスベンダー[649]
- レリン・フランコ[650]
- G-DRAGON[651]
- カレン・ギラン[652]
- サマー・グロー[653]
- セレーナ・ゴメス[654]
- ライアン・ゴズリング[655]
- ナタリー・ガルビス[656][657]
- ベラ・ハディッド[658]
- ジジ・ハディッド[635]
- トム・ハーディ[659]
- アンバー・ハード[660]
- クリス・ヘムズワース[661]
- リアム・ヘムズワース[662]
- クリスティーナ・ヘンドリックス[663]
- トム・ヒドルストン[664]
- タイラー・ホークリン[665]
- オスカー・アイザック[666]
- エイミー・ジャクソン[667]
- リリー・ジェームズ[668]
- ミッキー・ジェームス[669]
- テオ・ジェームズ[670]
- ミシェル・ジェネキー（英語版）[671]
- ケンダル・ジェンナー[672]
- カイリー・ジェンナー[673]
- ダコタ・ジョンソン[674]
- ドウェイン・ジョンソン[675]
- ニック・ジョナス[676]
- フェリシティ・ジョーンズ[677]
- ジャニュアリー・ジョーンズ[678]
- スランヌ・ジョーンズ（英語版）[679]
- マイケル・B・ジョーダン[680]
- カトリーナ・カイフ[681]
- ランビール・カプール[682]
- ヴァーニー・カプール[683]
- キム・カーダシアン[684]
- アナ・ケンドリック[685]
- ファワード・カーン（英語版）[686][687][688]
- ゲイル・キム[689]
- ダリヤ・クリシナ[690][691]
- ヴィラット・コハリー[692]
- ミラ・クニス[693]
- ブリー・ラーソン[694]
- ジェニファー・ローレンス[489][695][696]
- クララ・イ[417]
- テミン[697]
- アンドリュー・リンカーン[698]
- ブレイク・ライヴリー[699][700]
- デミ・ロヴァート[701]
- ジェシカ・ロウンズ[702]
- ゼイン・マリク[703]
- ジョー・マンガニエロ[704]
- ルーニー・マーラ[705]
- エヴァ・マリー（英語版）[706]
- ケイト・マッキノン[707]
- ケイト・ミドルトン[708]
- マッツ・ミケルセン[709]
- ニッキー・ミナージュ[710]
- クロエ・グレース・モレッツ[711]
- アレックス・モーガン[712]
- オリヴィア・マン[713][714]
- ジェームズ・ノートン[715]
- マリース・ウエレ[716]
- ディーピカー・パードゥコーン[717]
- エリオット・ペイジ[718]
- テリーサ・パーマー[719]
- ジェシカ・パレ（英語版）[720]
- オーブリー・プラザ[721][722]
- ロザムンド・パイク[723][724]
- フリーダ・ピントー[725][726]
- ナタリア・ポクロンスカヤ[727][728]
- イモージェン・プーツ[729]
- クリス・プラット[730]
- ララ・パルヴァー[731]
- セルヒオ・ラモス[732]
- エミリー・ラタコウスキー[733][734][735]
- エディ・レッドメイン[736]
- ノーマン・リーダス[737]
- ライアン・レイノルズ[333][738]
- デイジー・リドリー[739]
- ナヤ・リヴェラ[740]
- マーゴット・ロビー[733]
- エマ・ロバーツ[741]
- エイサップ・ロッキー[742]
- ハメス・ロドリゲス[743]
- セス・ローゲン[744]
- クリスティアーノ・ロナウド[745]
- ルビー・ローズ[746][747]
- リティク・ローシャン[748]
- ロンダ・ラウジー[749]
- ブランドン・ラウス[750]
- ニコール・シャージンガー[751]
- エイミー・シューマー[694]
- クロエ・セヴィニー[752]
- レア・セドゥ[753]
- アマンダ・サイフリッド[754]
- ランヴィール・シン[755]
- コビー・スマルダーズ[445]
- ホープ・ソロ[756][757]
- エマ・ストーン[758]
- ハリー・スタイルズ[759]
- テイラー・スウィフト[760]
- ミーシャ・テイト[761]
- チャニング・テイタム[762]
- アーロン・テイラー＝ジョンソン[763]
- ティム・ティーボウ[764]
- アントニア・トーマス[765]
- ベラ・ソーン[766]
- J・ティルマン[767]
- ティナーシェ[768]
- ジャスティン・トルドー[694][769]
- アレックス・ターナー[770]
- ケイト・アプトン[771][772][773]
- カリーヌ・ヴァナッス[445]
- エミリー・ヴァンキャンプ[774]
- ローラ・ヴァンダーヴォート[445]
- マイロ・ヴィンティミリア[775]
- アリシア・ヴィキャンデル[694]
- リンゼイ・ボン[776][777]
- ケリー・ワシントン[778]
- ミア・ワシコウスカ[779]
- ザ・ウィークエンド[780]
- クリステン・ウィグ[781]
- セリーナ・ウィリアムズ[694]
- アリエル・ウィンター[782]
- キャロライン・ウォズニアッキ[783][784]
- ゼンデイヤ[785]
- アリ・ザファール（英語版）[786][787][686]